# Aegolius harrisii
El mochuelo canela (Aegolius harrisii), también denominado búho acanelado (Colombia),  lechucita de frente anteada ( Peru),  buhito frentianteado (Ecuador), lechucita acanelada o lechucita canela (Argentina, Paraguay, Uruguay) o curucucú barriga amarilla (Venezuela), es una especie de ave strigiforme perteneciente al género Aegolius que integra la familia Strigidae. Habita fragmentadamente en América del Sur.

## Descripción
Mide 20 cm. Por arriba es de color marrón oscuro con pintas blancas en las alas y una línea de manchas pardas en las escapulares.  La face y partes inferiores son anaranjadas, con el área facial delineada de negro, ojo castaño, barbilla negra.

## Distribución y hábitat
Se distribuye por Argentina; Bolivia; Brasil; Colombia; Ecuador; Paraguay; Perú; Uruguay y Venezuela.
Habita en florestas tropicales y subtropicales secas y montanas húmedas, montes secos y húmedos, sabanas secas y húmedas y bosques altamente degradados. Es una especie poco común, de distribución fragmentada en cerrados, caatingas, bosques ralos y bordes de florestas.

## Comportamiento
Ave insociable y nocturna, se conoce muy poco sobre su comportamiento.

### Alimentación
Los roedores y otros pequeños mamíferos son su principal presa,  también se alimentan de pájaros y de insectos.

### Reproducción
Se reproduce en los bosques de montaña abiertos, deposita sus huevos en cavidades preexistentes en troncos de árboles o palmeras muertas.

### Vocalización
Da un trinado rápido, trémulo y algo agudo, continuo y ondulado.

## Sistemática

### Descripción original
La especie A. harrisii fue descrita por primera vez por el ornitólogo estadounidense John Cassin en 1849 bajo el nombre científico Nyctale harrisii; localidad tipo «Sudamérica».

### Taxonomía
La subespecie iheringi tal vez sea específicamente distinta. La población de Cerro Neblina (sur de Venezuela), conocida apenas por dos ejemplares colectados en 1985, no ha sido subespecíficamente determinada.
El nombre binominal harrisii conmemora al ornitólogo estadounidense Edward Harris.

### Subespecies
Según la clasificación del Congreso Ornitológico Internacional (IOC) (Versión 5.1, 2015) y Clements Checklist 6.9, se reconocen 3 subespecies,  que se diferencian principalmente por el color, con su correspondiente distribución geográfica:
- Aegolius harrisii dabbenei (Olrog, 1979) - noroeste de Argentina (Tucumán, Salta y Jujuy); también (posiblemente esta raza) en el oeste de Bolivia.
- Aegolius harrisii harrisii (Cassin, 1849) - en los Andes desde el noroeste de Venezuela al sur hasta el centro norte del Perú.
- Aegolius harrisii iheringi (Sharpe, 1899) - este de Bolivia, Paraguay, centro y este de Brasil (Ceará a Rio Grande do Sul), hacia el sur hasta el norese de Argentina y noreste de Uruguay.